# Julian Symons
Julian Gustave Symons (Londres, 30 de mayo de 1912 - Balneario de Kent, 19 de noviembre de 1994) fue un escritor británico, famoso por sus novelas policiacas.

## Biografía
De humilde familia de inmigrantes judíos rusos, Symons fue un militante trotskista y poeta en su juventud y sirvió en el Ejército británico durante la II Guerra Mundial. Su primera novela, The immaterial murder case (El caso del asesinato inmaterial), se publicó en 1945. Escribió después una treintena de novelas policíacas, entre ellas El color del asesinato, El círculo se estrecha y Así acabó Salomón Grundy, que son las más conocidas en el mundo hispánico a causa de sus traducciones al español. Otras de sus obras son Los crímenes de Blackheat, Jugando a matar, Treinta y uno de febrero o El hombre que se mató a sí mismo y a otros. Escribió a veces pastiches de Arthur Conan Doyle y sus relatos sobre Sherlock Holmes. Amigo de George Orwell y de Agatha Christie, presidió el Detection Club entre 1976 y 1985. En su obra de no ficción destacan una biografía de Edgar Allan Poe y una historia del género policiaco y de la novela negra que ha sido traducida al español por la editorial Bruguera con el título de Historia del relato policial (1982). 
Sus novelas policíacas indagan en la gestación mental y los resortes psicológicos que mueven a la violencia a personas alejadas de los círculos criminales y lo que más le interesó fueron los motivos que podían inducir al crimen a una persona considerada normal. "Lo que más me inquieta en nuestra época es la violencia que se oculta tras un rostro respetable: el burócrata servil planeando cómo liquidar judíos; el juez que defiende con pasión la pena capital; el niño obediente que mata por diversión", afirmó Symons en una ocasión. Ganó varios premios literarios en Gran Bretaña, Estados Unidos y Suecia. Algunas de sus novelas fueron adaptadas a la televisión.

## Obras

### Novelas policiacas
- The Immaterial Murder Case (1945)
- A Man Called Jones (1947)
- Bland Beginning (1949)
- The Thirty-First of February (1950)
- The Broken Penny (1953)
- The Narrowing Circle (1954)
- The Paper Chase (1956) as Bogue's Fortune (US)
- The Colour of Murder (1957)
- The Gigantic Shadow (1958) as The Pipe Dream (US)
- The Progress of a Crime (1960) (Winner, 1961 Edgar Award, Best Novel)
- The Killing of Francie Lake (1962) as The Plain Man (US)
- The End of Solomon Grundy (1964)
- The Belting Inheritance (1965)
- The Man Who Killed Himself (1967) (filmed in 1969 as Arthur! Arthur!)
- The Man Whose Dreams Came True (1968)
- The Man Who Lost His Wife (1970)
- The Players and the Game (1972)
- The Plot Against Roger Rider (1973)
- A Three-Pipe Problem (1975)
- The Blackheath Poisonings (1978)
- Sweet Adelaide (1980)
- The Detling Murders (1982) as The Detling Secret (US)
- The Name of Annabel Lee (1983)
- The Criminal Comedy of the Contented Couple (1985) as A Criminal Comedy (US)
- The Kentish Manor Murders (1988)
- Death's Darkest Face (1990)
- Something Like a Love Affair (1992)
- Playing Happy Families (1994)
- A Sort of Virtue: A Political Crime Novel (1996)

### Relatos policiacos
- Francis Quarles Investigates (1965)
- Murder! Murder! (1961)
- How to Trap a Crook (1977)
- Great Detectives - Seven Original Investigations (1981)
- The Tigers of Subtopia (1982)
- The Man Who Hated Television (1995) also as Did Sherlock Holmes Met Hercule...?
- The Detections of Francis Quarles (2006)

### Biografías, obras históricas y crítica literaria
- A J A Symons: His Life & Speculations (1950) biography
- Charles Dickens (1951)
- Thomas Carlyle. The life and ideas of a prophet (1952?) biography
- Criminal Acts (1955)
- Horatio Bottomley (1955) biography
- The General Strike - A Historical Portrait (1959)
- A Reasonable Doubt (1960) non-fiction
- The Thirties: a Dream Revolved (1960) revised 1975
- Buller’s Campaign (1963) military history
- England's Pride: The Story of the Gordon Relief Expedition (1965) military history
- Crime and Detection: An Illustrated History from 1840 (1966)
- Critical Occasions (1966) essays
- Between the Wars (1972) history
- Notes From Another Country (1972) stories
- Bloody Murder - From the Detective Story to the Crime Novel: A History (1972) (US title: Mortal Consequences) (Special Edgar Award, 1973). Traducido al español como Historia del relato policial (1982).
- A Reflection on Auden (1973) broadsheet poem
- The Angry 30s (1976) history
- The Tell-Tale Heart: The Life and Works of Edgar Allan Poe (1978)
- Conan Doyle - Portrait of an Artist (1979)
- Agatha Christie - the Art of Her Crimes (1981)
- Critical Observations: Diverse Essays (1981)
- Crime and Detection Quiz (1983)
- 1948 and 1984. The Second Orwell Memorial Lecture (1984)
- Dashiel Hammett (1985)
- Two Brothers. Fragments of a Correspondence (1985)
- Makers of the New: The Revolution in Literature, 1912-1939 (1987)
- Oscar Wilde: A problem in Biography (1988) Lurcy Lecture, Amherst College
- Somebody Else (1990) stories
- The Thirties and The Nineties (1990)
- Portraits of The Missing: Imaginary Biographies (1991)
- Does Literature Exist? (1992) Lurcy Lecture, Amherst College
- Criminal Practices -Symons on Crime Writing 60s to 90s (1994)
- Hell Gate

### Antologías
- An Anthology of War Poetry (1942) editor
- Selected Writings of Samuel Johnson (1949) editor
- Carlyle: Selected Works (1957) editor
- Essays & Biographies by A.J.A. Symons (1969) editor
- Verdict of Thirteen: a Detection Club Anthology (1978)
- Edgar Allan Poe Selected Tales (1980) editor
- New Poetry 9, an Arts Council Anthology (1983) editor
- Classic Crime Omnibus (1984) editor, stories

### Poesía
- Confusions About X (Fortune Press 1938)
- The Second Man (1943)

- Datos: Q963806